# Oostelijke klapperleeuwerik
De oostelijke klapperleeuwerik (Corypha fasciolata) is een zangvogel uit de familie Alaudidae (leeuweriken).

## Verspreiding en leefgebied
Deze soort komt voor in zuidelijk Afrika en telt vijf ondersoorten:
- C. f. reynoldsi: noordelijk Namibië, noordelijk Botswana en zuidwestelijk Zambia.
- C. f. jappi: westelijk Zambia.
- C. f. nata: noordoostelijk Botswana.
- C. f. damarensis: noordelijk en centraal Namibië, westelijk en centraal Botswana.
- C. f. fasciolata: het zuidelijk-centraal Botswana, noordelijk en centraal Zuid-Afrika.

## Status
De grootte van de populatie is niet gekwantificeerd maar de soort wordt omschreven als wijdverspreid en plaatselijk algemeen. Op de Rode lijst van de IUCN heeft deze soort de status niet bedreigd.